# Cian Harries
Cian William Thomas Harries (Birmingham, 1 april 1997) is een Welsh voetballer die als verdediger voor Bristol Rovers FC speelt.

## Carrière
Cian Harries speelde in de jeugd van Coventry City FC, waar hij in 2015 de overstap naar de eerste selectie maakte. Omdat hij niet in actie kwam, werd hij in januari 2016 een maand uitgeleend aan Cheltenham Town FC, waar hij één wedstrijd speelde. Later in het seizoen debuteerde hij voor Coventry. Het seizoen erna kwam hij vaker in actie, wat hem in 2017 een transfer naar Swansea City AFC opleverde. Na een seizoen bij het tweede elftal debuteerde hij op 28 augustus 2018 voor Swansea in de met 0-1 verloren wedstrijd tegen Crystal Palace FC in de EFL Cup. In het seizoen 2019/20 wordt hij verhuurd aan Fortuna Sittard. Hij debuteerde voor Fortuna op 21 september 2019, in de met 4-2 verloren uitwedstrijd tegen Vitesse. Hij scoorde zijn enige doelpunt voor Fortuna op 6 oktober 2019, in de met 4-2 gewonnen thuiswedstrijd tegen Feyenoord. Omdat 'het avontuur voor beide partijen niet uitpakte zoals men had gewild' werd de huurperiode na een half jaar beëindigd en vertrok Harries naar Bristol Rovers FC.

### Statistieken
| Seizoen                       | Club                 | Land           | Competitie      | Competitie | Competitie | Beker | Beker | Overig | Overig | Totaal | Totaal |
| Seizoen                       | Club                 | Land           | Competitie      | Wed.       | Dlp.       | Wed.  | Dlp.  | Wed.   | Dlp.   | Wed.   | Dlp.   |
| ----------------------------- | -------------------- | -------------- | --------------- | ---------- | ---------- | ----- | ----- | ------ | ------ | ------ | ------ |
| 2015/16                       | Coventry City FC     | Engeland       | League One      | 1          | 0          | 0     | 0     | 0      | 0      | 1      | 0      |
| 2015/16                       | → Cheltenham Town FC | Engeland       | National League | 1          | 0          | 0     | 0     | 0      | 0      | 1      | 0      |
| 2016/17                       | Coventry City FC     | Engeland       | League One      | 8          | 0          | 2     | 0     | 6      | 0      | 16     | 0      |
| 2017/18                       | Swansea City AFC     | Wales          | Premier League  | 0          | 0          | 0     | 0     | 0      | 0      | 0      | 0      |
| 2018/19                       | Swansea City AFC     | Wales          | Championship    | 2          | 0          | 3     | 0     | 1      | 0      | 6      | 0      |
| 2019/20                       | → Fortuna Sittard    | Nederland      | Eredivisie      | 8          | 1          | 1     | 0     | –      | –      | 9      | 1      |
| 2019/20                       | Bristol Rovers FC    | Engeland       | League One      | 3          | 0          | 0     | 0     | 0      | 0      | 3      | 0      |
| 2020/21                       | Bristol Rovers FC    | Engeland       | League One      | 14         | 0          | 1     | 0     | 3      | 0      | 18     | 0      |
| Carrièretotaal                | Carrièretotaal       | Carrièretotaal | Carrièretotaal  | 37         | 1          | 7     | 0     | 10     | 0      | 54     | 1      |
| Bijgewerkt op 25 januari 2021 |                      |                |                 |            |            |       |       |        |        |        |        |